# Klaipėda

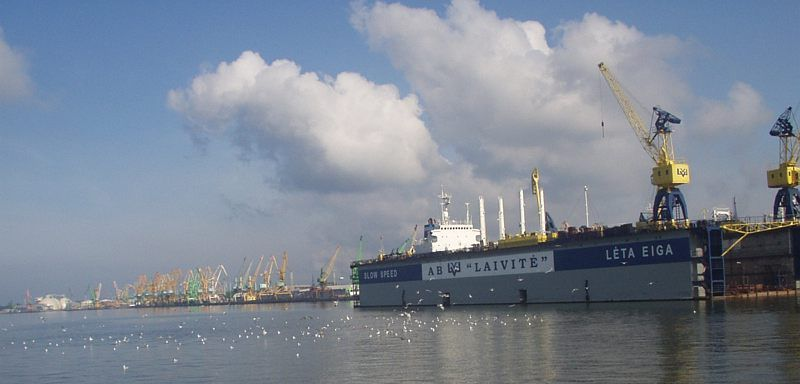
El port de Klaipeda processa vora 20 milions de tones de càrrega a l'any

Situació dins Lituània

Klaipėda (en alemany Memel o Memelburg; en polonès: Kłajpeda), coneguda històricament com a Memel pel seus lligams històrics amb Alemanya fins a la II Guerra Mundial, és una ciutat de Lituània situada a la costa de la Mar Bàltica i a la desembocadura del Riu Neman i a l'entrada de la llacuna de Curlàndia. És la tercera ciutat del país després de Kaunas i de Vílnius i capital Comtat de Klaipėda i l'única ciutat de Lituània que disposa d'un port en el Mar Bàltic.
Té uns 194.400 habitants (2002), dels 202.900 que tenia el 1989. En l'actualitat, Klaipeda és un port de ferris amb connexions amb Suècia, Dinamarca i Alemanya.
La ciutat té una complexa història causada en gran manera perquè és un dels pocs ports de l'Europa septentrional lliure de gel i després perquè ha estat a cavall de Lituània, Polònia i Alemanya.

## Història
Poblada inicialment per tribus bàltiques des del segle vii, la ciutat fou fundada el 1252 pels cavallers teutònics on hi van construir un castell conegut amb el nom de Memele castrum o Memelburg, en alemany (castell de Klaipeda). Va ser colonitzada per poblacions provinents de Lübeck, Dortmund i Holstein. D'aquí que durant un temps la nova ciutat fou coneguda amb el nom de Neu Dortmund o Nova Dortmund i que li fos concedit el dret de la hanseàtica ciutat de Lübeck bé el 1252 o dos anys després, tot segons la font consultada (1). El 1422 en virtut del Tractat de Melno es va fixar la frontera entre l'Ordre Teutònica i el Gran Ducat de Lituània per als propers cinc-cents anys. Durant aquest llarg temps Memel (Klaipeda) fou una ciutat prussiana fins al 1919 essent, per tant, la frontera de més llarga durada en la història europea. El 1475 Memel va rebre els drets legals propis de la Llei de Kulm, forma de govern municipal utilitzada a motes ciutats de l'Europa central durant l'Edat Mitja.
El 1525 Memel va adoptar el protestantisme després de la conversió del Gran Mestre Albert de Prússia a la fe luterana i de l'establiment del Ducat de Prússia com a feu de Polònia. Això va significar l'inici d'un llarg període de prosperitat econòmica per a la ciutat i el seu port beneficiant-se de la desembocadura del riu Neman. El fet que el 1618 un dels descendents d'Albert de Prússia, Johan Segismund de Brandenburg, heretés el Ducat de Prússia va alterar la política regional la qual cosa va afectar, evidentment, al desenvolupament econòmic de Memel. Des del 1629 la ciutat fou ocupada diverses vegades pels suecs dins la Guerra sueco-polonesa del 1626-1629 i la Guerra dels Trenta Anys.
El 1701 amb la constitució del Regne de Prússia Memel passa a formar-ne part. Tanmateix, entre 1757 i 1762 tant la ciutat com la resta de la Prússia Oriental passaran a mans dels russos arran de la Guerra dels Set Anys. Quan acabi la guerra la Prússia Oriental tornarà al regne homònim. Això sí, la resta del segle serà un període de prosperitat econòmica per a Memel gràcies al comerç actiu que es desenvoluparà amb Anglaterra, sobretot de fusta.
Durant les guerres napoleòniques Memel serà temporalment la capital del Regne de Prússia. Amb la fi de les hostilitats la ciutat torna a Prússia i amb la constitució final del II Reich el 1871 Memel esdevindrà la ciutat més septentrional d'Alemanya fins al 1919. Amb la fi de la I Guerra Mundial i el posterior Tractat de Versalles tant la ciutat com el territori del voltant (conegut com a Territori de Memel o, en alemany, Memeland) són separats d'Alemanya per convertir-se en un territori sota la protecció de les potències vencedores de la I Guerra Mundial. Provisionalment el territori passarà a ser administrat per França en espera de què en un futur es pogués arribar a una solució definitiva. Tanmateix, el gener del 1923 Lituània organitza una revolta de la població d'aquesta nacionalitat. Els rebels es faran amb el poder i demanaran la incorporació del territori a Lituània. La Societat de Nacions, després d'una protesta inicial, ho acceptarà com un fait accompli i en funció de la Convenció de Klaipeda signada a París el 8 de maig del mateix any, s'accepta la incorporació definitiva del territori a Lituània a canvi de la concessió d'un règim d'autonomia administrativa al territori.
El 20 de març del 1939, després d'un ultimàtum alemany davant el qual Lituània no podia reaccionar per la manca de suport internacional, cedí el territori de Memel a Alemanya a canvi de poder utilitzar el port. Dos dies després el dictador alemany Adolf Hitler visitava la ciutat oficialitzant d'aquesta manera la incorporació al III Reich. Fou la darrera annexió aconseguida per Hitler poc abans de l'esclat de la II Guerra Mundial.
Cap a final de 1944 la ciutat començà a ser atacada pels soviètics (batalla de Memel) fins que al 28 de gener del 1945 Memel queia definitivament en mans soviètiques. Després de la guerra, Memel s'incorpora a la Unió Soviètica dins la República Socialista Soviètica de Lituània. La població alemanya fou expulsada i la ciutat, ara ja amb el nom actual lituà de Klaipéda, fou repoblada per lituans, belarussos, russos i ucraïneos. Evidentment, després de la independència de Lituània el 1991 Klaipéda continuà sota la seva sobirania.

## Ciutats agermanades
Klaipeda en l'actualitat està agermanada amb les següents ciutats:
- Tcherepovets (Rússia), 1992
- Cleveland (Estats Units), 1992
- Debrecen (Hongria), 1989
- Gdynia (Polònia), 1993
- Kaliningrad (Rússia), 1993
- Karlskrona (Suècia), 1989
- Kotka (Finlàndia),1994
- Køge (Dinamarca),1995
- Kuji (Japó), 1989
- Leipzig (Alemanya), 2003
- Liepāja (Leònia)
- Lübeck (Alemanya) depuis 1990
- Mannheim (Alemanya) depuis 2002
- Moguilev (Belarús) depuis 1997
- North Tyneside (Regne Unit), 1995
- Odessa (Ucraïna), 2002
- Qingdao (Xina)
- Rügen (Alemanya),1993
- Szczecin (Polònia), 2002

## Personatges cèlebres
- Simon Dach (1605-1659), poeta alemany
- Friedrich Argelander (1799-1875), astrònom alemany
- Henry Albrecht (1857–1909), il·lustrador alemany
- Steponas Darius (1896-1933), avidador lituano-nord-americà
- Lena Valaitis (1943-), cantant lituano-alemanya
- Eurelijus Žukauskas (1973-), campió europeu de bàsquet
- Saulius Štombergas (1973-) campió europeu de bàsquet
- Tomas Danilevičius (1978-), futbolista lituà
- Vladimir Smirnov (1978-), ciclista lituà d'ètnia russa
- Arvydas Macijauskas (1980-), campió europeu de bàsquet
- Tomas Vaitkus (1982-), ciclista lituà
- Tomas Delininkaitis (1982-), jugador de bàsquet
- Valdas Vasylius (1983-), jugador de bàsquet
- Heinrich Drews, (1841-1916), músic. Mort a San Salvador, El Salvador,. Conegut amb el seu nom en castellà, orquestrà l'himne nacional de El Salvador i dirigí la Banda dels Suprems Poders de El Salvador.